# Royal National Park and Garawarra State Conservation Area
Der Royal National Park war der erste Nationalpark in Australien. Er wurde am 26. April 1879 gegründet und liegt etwa 40 km vom Zentrum von Sydney in New South Wales entfernt. Dieser Park war weltweit das zweite Gebiet, das zu einem Nationalpark ernannt wurde – nach dem Yellowstone-Nationalpark in den USA. Der Nationalpark bildete den Ausgangspunkt für die Naturschutz- und Nationalparkbewegung in Australien. Heute ist er mit dem Park Garawarra State Conservation zum Royal National Park and Garawarra State Conservation verbunden.

## Beschreibung

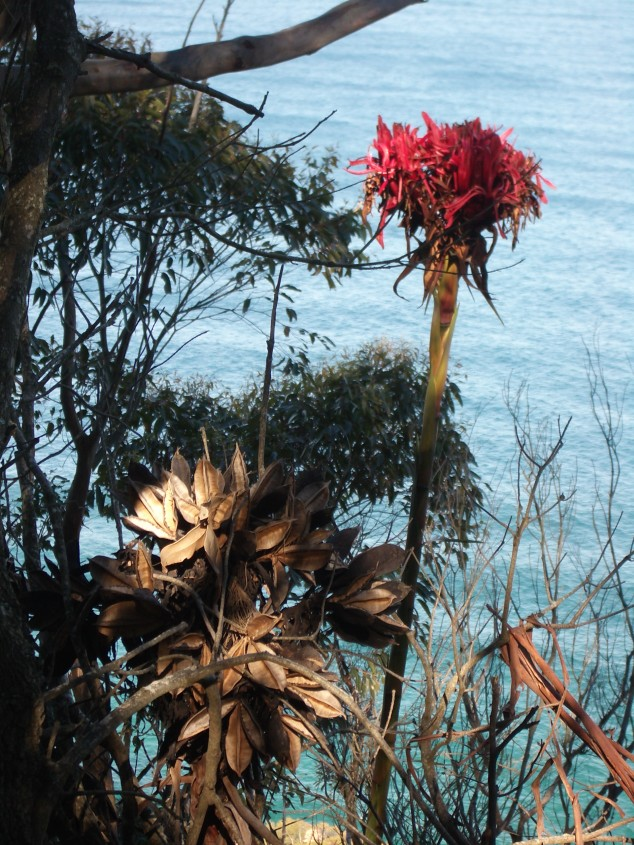
Gymea Lily im Royal National Park

Das  18.000 ha große Gelände zählt mit mehr als 1000 Pflanzenarten zu den botanisch reichhaltigsten Gebieten Australiens. Des Weiteren kommen zahlreiche Vogel- und Schmetterlingsarten vor. Das Parkgebiet befindet sich auf Hawkesbury-Sandstein. Errichtet wurde der als Erholungsgebiet für das sich entwickelnde Sydney, nachdem der Goldrausch zahlreiche Menschen nach Australien brachte.
Der Park enthält Reste ursprünglichen Regenwaldes, von dem 75 % seit der europäischen Besiedlung nicht mehr vorhanden sind. Es wachsen zahlreiche Bäume im Park, wie Akazien und Banksia und Eukalypten. Ferner gibt es Heidelandschaften und die Gymea Lily (Doryanthes excelsa) und Orchideen. Zahlreiche Insekten wie Schmetterlingsblütler, 23 Vogelarten, 43 Säugetiere und 30 Amphibien beleben den Park.

## Australian National Heritage List
Am 15. September 2007 wurde der Park aufgrund seiner Bedeutung in die Australian National Heritage List eingetragen.